# Helga Keller
Helga Keller (* 6. Mai 1921 in Darmstadt; † 1. März 2013 in Tel Aviv) war eine deutsch-israelische Filmeditorin, die zunächst unter dem Namen Helga Cranston arbeitete, und in ihrem späteren Leben als Medienwissenschaftlerin tätig war. Sie war verheiratet mit dem aus den Vereinigten Staaten stammenden Jazz-Saxophonisten Mel Keller und hatte eine Tochter.

## Leben
Geboren wurde Helga Keller als Tochter des Organisten der Liberalen Synagoge in Darmstadt, Siegfried May, Inhaber eines Geschäftes für feine Stoffe und Theatermaterialien, und der Malerin Anna May, geb. Haas. Die Familie pflegte enge Verbindungen zum Darmstädter Theater. Helga besuchte von 1927 bis 1931 die Hermannschule, eine Grundschule in Darmstadt. Das Gymnasium besuchte Helga Keller bis zur Isolierung der jüdischen Schülerinnen im Frühjahr 1936 an der Viktoriaschule (Darmstadt). Die Erlebnisse der frühen NS-Zeit schilderte sie in ihrem 1996 erschienenen autobiografischen Buch. Mithilfe von Freunden gelang es der vierköpfigen Familie mit ihrer Schwester Gerda, 1939 in das Vereinigte Königreich auszuwandern. 
Dort erhielt Helga Keller eine Ausbildung zur Filmeditorin. Der zweite Film, bei dem sie den Schnitt ausführte, war 1948 Laurence Oliviers Hamlet, der vier Oscars (bei insgesamt sieben Nominierungen) gewann. Bei Richard III. (1955) arbeitete sie erneut mit Olivier, der Film erntete den Silberner Bär in Berlin sowie den Golden Globe für den besten ausländischen Film. Zusätzlich wurde Olivier als bester Schauspieler für den Oscar nominiert. Danach arbeitete sie mit Otto Preminger an Die heilige Johanna (1957) und Bonjour Tristesse (1958).
1958 übersiedelte sie nach Israel mit dem Ziel, die dortige Filmindustrie mit aufzubauen. Die ersten Jahre drehte sie eine Reihe von dokumentarischen Kurzfilmen und arbeitete kontinuierlich als Editorin. Hierzu zählten unter anderem There were 10 (1961), Regie Baruch Diener, Joseph the dreamer (1962), Regie Alina Gross und Yoram Gross sowie The Simhon Family (1964) unter der Regie von Joel Zilberg
In den 1970er Jahren begann Keller, sich aus dem aktiven Filmgeschäft zurückzuziehen und unterrichtete als Medienwissenschaftlerin an der Universität Tel Aviv. Danach wechselte sie in das Erziehungsministerium und baute dort den filmwissenschaftlichen Zweig auf. 1975 veröffentlichte sie auf Ivrit das Buch Screen World, in welchem Artikel über und Interviews mit den großen Regisseuren erschienen, unter anderem Ingmar Bergman, François Truffaut, Federico Fellini, Luis Bunuel und Michelangelo Antonioni. 1992 schied sie aus dem Erziehungsministerium aus, nachdem sie zuvor wesentlich die Curricula im Bereich Medienwissenschaft für israelische Schulen entwickelt hatte.
Obwohl Keller nach eigenen Angaben Deutschland nach der Vertreibung/Flucht nie mehr besuchen wollte, brachten sie ihre schriftlichen Erinnerungen der Jahre von 1933 bis 1939 mit dem versöhnlichen Grundton erneut in Kontakt mit ihrer einstigen Heimat.
Im Herbst 2010 hat der Filmschaffende Christian Gropper ein Video mit Helga Keller gedreht, das in die Erinnerungsstätte der Liberalen Synagoge Darmstadt integriert wurde.

## Filmografie (Auswahl)
- 1948: Hamlet
- 1954: Diamanten
- 1955: Richard III.
- 1957: Die heilige Johanna (Saint Joan)
- 1958: Bonjour Tristesse
- 1966: Sands of Beersheba

## Veröffentlichungen
- Farbig in Moll. Darmstadt – Berlin. 1933–1939. Roether Darmstadt 1996, ISBN 3-792-90223-0